# Les Amants (film, 2006)
Pour les articles homonymes, voir Les Amants.
Pour plus de détails, voir Fiche technique et Distribution.
Les Amants (en russe : Любовники) est un film dramatique russe sorti en 2006, réalisé par Marina Migounova.

## Synopsis
Le professeur Konstantin Konstantinovitch séduit une de ses étudiantes, la jolie Dina. Il a l'habitude de profiter de sa situation d'autorité pour abuser du cœur des jeunes étudiantes, mais cette fois, il tombe amoureux de sa « victime ». Elle aussi est très éprise de lui. Mais quelques années plus tôt, le père de Konstantin, avait obligé son fils à conclure un mariage blanc avec sa propre maîtresse. Il faut attendre quinze ans avant que Konstantin et Dina puissent officiellement vivre ensemble...  D'ici là, Konstantin et Dina devront subir les regards des autres et payer ainsi la faute du père de Konstantin.

## Fiche technique
- Titre français : Les Amants[1]
- Titre original russe : Любовники
- Réalisation : Marina Migounova
- Scénario : d'après le livre éponyme de Youli Dobrovolskoi
- Pays :  Russie
- Genre : mélodrame
- Durée : 96 min
- Année de sortie : 2006

## Distribution
Sauf indication contraire, les informations mentionnées dans cette section peuvent être confirmées par la base de données cinématographiques IMDb,  présente dans la section « Liens externes ».
- Sergueï Tchonichvili (ru) : Kotsya
- Glafira Tarkhanova : Dina
- Ekaterina Malikova : Rimma
- Anna Artamonova : Annushka
- Youlia Borilova : Valentina
- Olga Degtiareva : Vera
- Lioubov Matiouchina : mère de Kotsya
- Evguenia Presnikova : grand-mère de Kotsya
- Sergueï Vartchouk : père de Kotsya